# Всеобщие выборы в Черногории (1992)
Всеобщие выборы в Черногории проходили 20 декабря 1992 года, когда проводились парламентские выборы и 1-й тур президентских. 2-й тур президентских выборов прошёл 10 января 1993 года. Большинство в парламенте получила Демократическая партия социалистов Черногории, выступавшая за большую автономию республики в составе федерации Сербия и Черногория. Президентом был переизбран Момир Булатович.

## Результаты

### Президентские выборы
| Кандидат                            | 1-й тур | 1-й тур | 2-й тур | 2-й тур |
| Кандидат                            | Голоса  | %       | Голоса  | %       |
| ----------------------------------- | ------- | ------- | ------- | ------- |
| Момир Булатович                     | 123 183 | 42,8    |         | 63,4    |
| Бранко Костич                       | 68 296  | 23,7    |         | 36,6    |
| Славко Перович                      | 52 736  | 18,3    |         |         |
| Новак Килибарда                     | 25 979  | 9,0     |         |         |
| Драган Хайдукович                   | 10 270  | 3,6     |         |         |
| С. Вуйошевич                        | 2770    | 1,0     |         |         |
| В. Калудерович                      | 1606    | 0,6     |         |         |
| П. Попович                          | 1419    | 0,5     |         |         |
| З. Радович                          | 1399    | 0,5     |         |         |
| Недействительных/пустых бюллетеней  | 8150    | –       | 2863    | –       |
| Всего                               | 295 808 | 100     | 253 630 | 100     |
| Зарегистрированных избирателей/Явка | 429 047 | 68,9    | 429 047 | 59,1    |

### Парламентские выборы
| Партия                                                                       | Голоса  | %     | Места | +/–   |
| ---------------------------------------------------------------------------- | ------- | ----- | ----- | ----- |
| Демократическая партия социалистов Черногории                                | 126 083 | 42,66 | 46    | –37   |
| Народная партия                                                              | 37 549  | 12,71 | 14    | +1    |
| Либеральный альянс Черногории                                                | 35 596  | 12,04 | 13    | новая |
| Сербская радикальная партия                                                  | 22 329  | 7,56  | 8     | новая |
| Социал-демократическая партия Черногории                                     | 13 002  | 4,1   | 4     | новая |
| Демократический альянс Черногории                                            | 11 393  | 3,85  | —     | новая |
| Социалистическая партия Черногории                                           | 8433    | 2,85  | —     | новая |
| Демократическая оппозиция                                                    | 7847    | 2,65  | —     | –     |
| Союз коммунистов — Движение за Югославию в Черногории                        | 6249    | 2,11  | —     | новая |
| Гражданская группа — Ассоциация бойцов'91-'92                                | 4230    | 1,43  | —     | новая |
| Сербское национальное обновление                                             | 3905    | 1,32  | —     | новая |
| Демо-христианская (Православная) партия                                      | 2484    | 0,84  | —     | 0     |
| Гражданская группа — Экологическое движение Черногории                       | 2078    | 0,7   | —     | новая |
| Союз коммунистов в Черногории                                                | 1932    | 0,65  | —     | 0     |
| Социал-демократическая партия Черногории                                     | 1199    | 0,41  | —     | новая |
| Новое коммунистическое движение Югославии                                    | 1092    | 0,37  | —     | новая |
| Сербское движение Отечество                                                  | 962     | 0,32  | —     | новая |
| Гражданская группа — Демократические левые — Гуманизм и технический прогресс | 705     | 0,24  | —     | новая |
| Черногорское федералистское движение — Цетине                                | 561     | 0,19  | —     | 0     |
| Недействительных/пустых бюллетеней                                           | 7685    | –     | –     | –     |
| Всего                                                                        | 295 519 | 100   | 85    | –40   |
| Зарегистрированных избирателей/Явка                                          |         | 67,31 | –     | –     |